# 33 بوليهيمنيا
بوليهيمنيا (أو 33 بوليهيمنياوفق تسمية الكوكب الصغير) (بالإنجليزية: 33 Polyhymnia)‏ هو كويكب ضمن حزام الكويكبات؛ وهو الكويكب الثالث والثلاثون من حيث ترتيب الاكتشاف.
اكتشف جان شاكورناك هذا الكويكب في الثامن والعشرين من أكتوبر سنة 1854؛ وأسماه بوليهيمنيا، على اسم إحدى الآلهة وفق الأساطير الإغريقية.